# 張大業
張大業（1530年—？），字原德，號新所，山東德州左衛官籍濟南府陽信縣人，明朝政治人物。

## 生平
乙卯科（1555年）山東鄉試第七十三名舉人。嘉靖三十五年（1556年）中式丙辰科會試第一百十九名，三甲第一百三十六名進士。吏部观政，授南京太常寺博士，四十年升户部主事，四十二年升员外、郎中，四十五年升河南府知府，隆慶三年（1569年）闰六月升湖广按察司副使，六年闰二月升本省右参政。

## 家族
曾祖張全；祖父張賛；父張洪，贈南京太常寺博士；母楊氏，贈孺人。弟张守业。